# ボストン音楽院の人物一覧
ボストン音楽院の人物一覧は、ボストン音楽院に関係する人物の一覧記事。

## 著名な教職員

### 器楽奏者
- ジョゼフ・シルヴァースタイン

### 作曲家
- ユリウス・アイヒベルク
- カール・ヴァイグル
- セルゲイ・コニュス
- オスバルド・ゴリホフ
- ニコラス・スロニムスキー
- アラン・ホヴァネス

## 卒業生

### 器楽演奏家
- ジジ・グライス
- サヒブ・シハブ
- 大茂絵里子
- 布谷史人
- 三村奈々恵
- リー・ティェンシェン

### 作曲家
- 広瀬勇人
- スティーヴン・メリロ
- メレディス・モンク
- 渡辺俊幸

### ポピュラー音楽・芸能・文化・スポーツ・その他
- レイモンド・ジョンソン